# Benedict Zuckermann

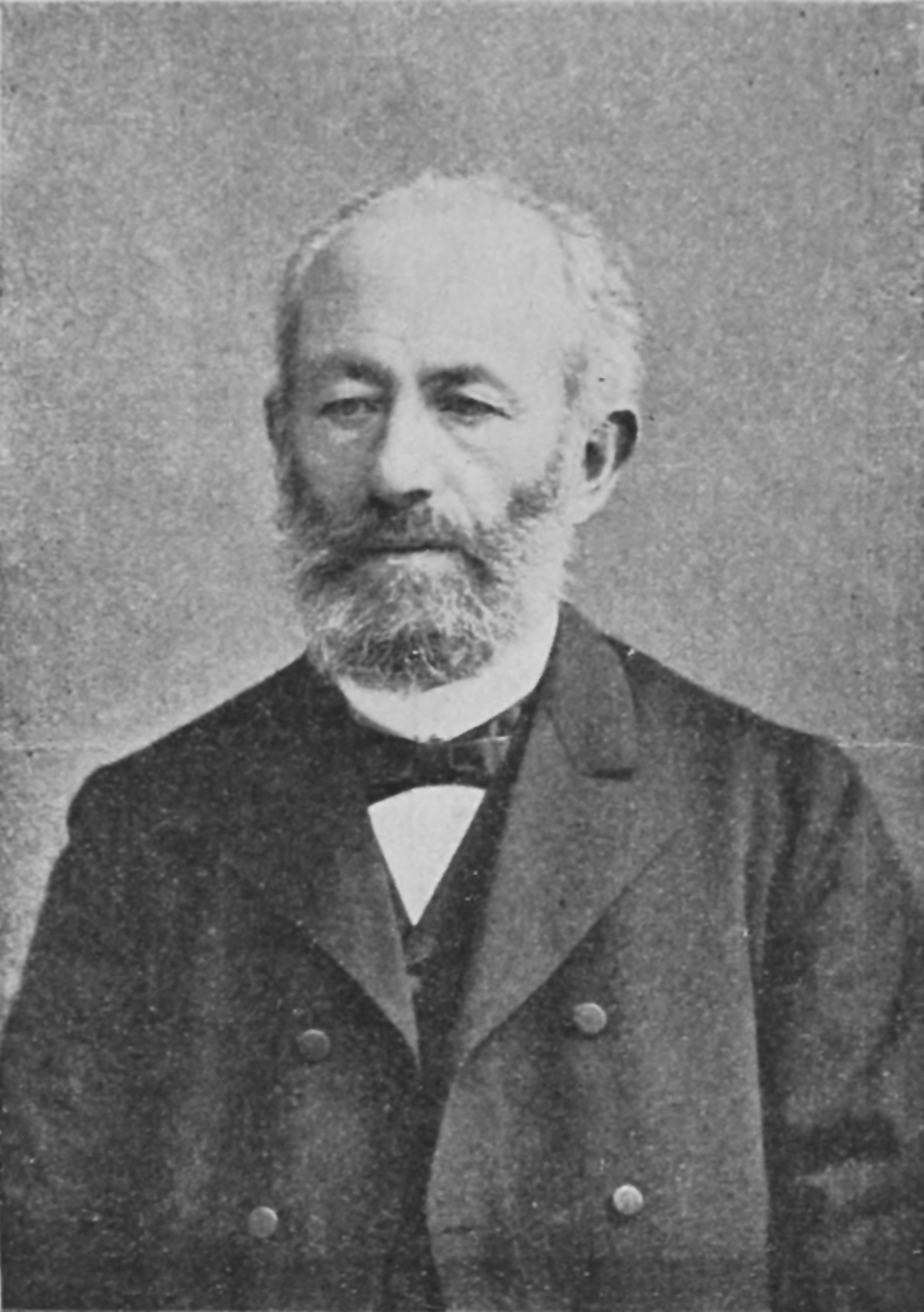
Benedict Zuckermann

Benedict Zuckermann (9 tháng 10 năm 1818 – 17 tháng 12 năm 1891) là một nhà khoa học Do Thái làm việc ở Wrocław.

## Tác phẩm viết
- "Über Sabbathjahrcyclus und Jubel Periode," Breslau, 1859 (được dịch sang tiếng Anh bởi A. Loewy, Luân Đôn, 1866);
- “Über Talmudische Münzen und Gewichte,” Breslau, 1862;
- "Katalog der Seminarbibliothek," phần i., ib. 1870 (ấn bản thứ 2, ib. 1876);
- "Das Mathematische im Talmud," ib. 1878;
- "Tabelle zur Berechnung des Eintrittes der Nacht," ib. 1892;
- "Anleitung und Tabellen zur Vergleichung Jüdischer und Christlicher Zeitangaben," ib. 1893.
- Ông cũng cộng tác không thường xuyên với "Monatsschrift für Geschichte und Wissenschaft des Judenthums".